# Chiesa di Sant'Andrea Apostolo (Capodrise)
La chiesa di Sant'Andrea Apostolo è la parrocchiale di Capodrise, in provincia e diocesi di Caserta; fa parte della forania di Marcianise.

## Storia
La prima attestazione della presenza di una cappella a Capodrise risale al 1113 ed è contenuta in una bolla emessa dall'arcivescovo di Capua Senne, dalla quale si apprende che già allora era inserita nella diocesi casertana; una seconda attestazione risale al 1326.
In seguito alla distruzione dell'antico luogo di culto a causa dell'evento sismico del 1732, fu costruita dalle fondamenta la nuova parrocchiale, portata a termine nel 1742; non è noto il nome del progettista, ma l'edificio risente dello stile vanvitelliano, e forse è attribuibile, con maggiore precisione, a Giovan Battista Nauclerio.
Il terremoto del 1857 e quello del 1930 arrecarono delle lesioni alla parrocchiale, che però subì dei danni ancora più gravi durante la seconda guerra mondiale.
Un importante intervento di restauro e di consolidamento venne condotto successivamente al sisma del 1980.

## Descrizione

### Esterno
La facciata a salienti della chiesa, rivolta a oriente, è suddivisa da una cornice marcapiano in due registri, entrambi scanditi da lesene: quello inferiore, più largo, presenta centralmente il portale d'ingresso, sormontato da iscrizione dedicatoria, e ai lati due ingressi secondari e altrettanti oculi ovali, mentre quello superiore, affiancato da due volute, è caratterizzato da una finestra e coronato dal timpano mistilineo.
Accanto alla parrocchiale si erge il campanile a base quadrata, risalente al 1412; la cella presenta su ogni lato una stretta monofora ed è coperta dal tetto a due falde.

### Interno
L'interno dell'edificio, la cui pianta è a croce latina con transetto, si compone di tre navate, separate da pilastri sorreggenti degli archi a tutto sesto e abbelliti da lesene con capitelli compositi sopra le quali corre la trabeazione modanata e aggettante su cui si impostano le volte lunettate; al termine dell'aula si sviluppa il presbiterio, rialzato di alcuni gradini, ospitante l'altare maggiore e chiuso dalla parete di fondo piatta.
Qui sono conservate diverse opere di pregio, tra le quali l'altare maggiore, costruito nel XVIII secolo, e il fonte battesimale, risalente al Cinquecento e dotato di una copertura lignea settecentesca.